# Tamtam

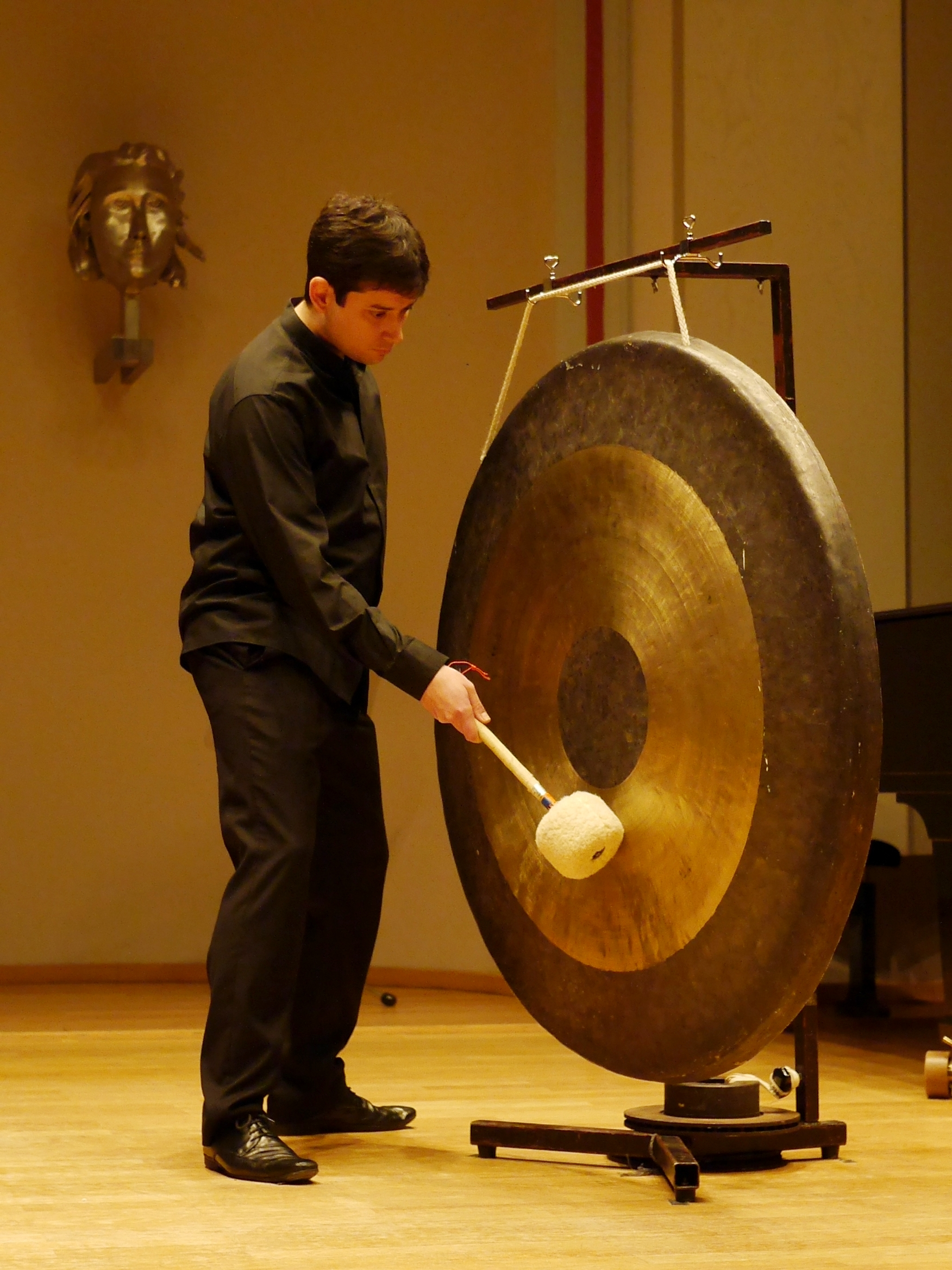
Ein Student der Musikhochschule Detmold mit einem Tamtam

Das Tamtam, auch Tam-Tam und Chau Gong, ist ein großer chinesischer Flachgong nach dem Vorbild des wenluo (auch chauluo) mit unbestimmter Tonhöhe, der gewöhnlich mit einem Schlägel aus Filz angeschlagen wird. Es besteht aus einer flachen tellerförmigen Scheibe, die oft aus Bronze (mit 80 Prozent Kupfer und 20 Prozent Zinn) gefertigt ist und meist knapp 100, gelegentlich bis zu 150 Zentimeter Durchmesser besitzt. Der Rand der Scheibe ist umgebogen. Das Instrument hängt in einem Metallständer an Seilen.
Das Tamtam wird im klassischen Opern- und Sinfonieorchester wie der wenluo in der chinesischen Musik sparsam eingesetzt: entweder leise, um einen geheimnisvollen Klang zu erzeugen, oder laut an besonderen Höhepunkten. Im Piano dient sein düsterer Klang zur Unterstützung von Stellen vor allem traurigen und unheimlichen Charakters, so etwa im letzten Satz von Mahlers Lied von der Erde oder im vierten Satz von Tschaikowskys Sinfonie Pathétique. Der dröhnende Klang des forte angeschlagenen Tamtams übertönt das ganze Orchester und markiert feierliche, aber auch schreckenerregende Höhepunkte in ernsten Stücken (z. B. beim „Weltenbrand“ am Ende von Wagners Oper Götterdämmerung). Im Zentrum von Karlheinz Stockhausens Mikrophonie I (1965) steht ein großes Tamtam, das von zwei Musikern bespielt und von weiteren vier mit Mikrophonen abgetastet und live elektronisch verändert wird. Tamtams kommen ebenfalls in Gaspare Spontinis Oper La vestale und in Giacomo Puccinis Oper Madama Butterfly zum Einsatz.
Der Lärm, den das Schlaginstrument verursacht, dürfte die Redewendungen Tamtam um etwas machen und mit viel Tamtam befördert haben. Sie sind aus dem Französischen ins Deutsche gelangt und werden sprachlich im Sinne von „viel Aufregung verursachen / lautstark Propaganda betreiben / starke Aufmerksamkeit erregen“ verwendet. Tamtam konnte auch eine Blechplatte oder ein anderer Gegenstand genannt werden, der als Ersatz für eine Signal- und Versammlungsglocke diente. Bei manchen spirituellen und meditativen Übungen werden die tiefen und sanft klingenden Töne des Tamtam als wohltuend empfunden. 
Das lautmalerische Wort „Tamtam“ ist wie „Tomtom“ eine Reduplikation. Es wurde in der ersten Hälfte des 19. Jahrhunderts von französisch tamtam für „Becken“ oder „Trommel“ (aus Indien oder Afrika) übernommen.
Kleiner, aber in der Form einem Tamtam ähnlich, ist der in der traditionellen jemenitischen Musik gespielte sahn nuhasi.

## Unterschied zum Buckelgong
Gongs sind nach der Hornbostel-Sachs-Systematik Aufschlaggefäße, bei denen die schallerzeugenden Schwingungen zum Mittelpunkt zunehmen. Buckelgongs besitzen in ihrer Mitte eine (meist halbkugelförmige) Kuppe und sind am Rand stärker gebogen als die Tamtams. Der wesentliche Unterschied besteht darin, dass ein Buckelgong eine bestimmte Tonhöhe hat. Bei einem flachen Tamtam ist dies ausdrücklich nicht erwünscht. Das Tamtam hat einen längeren Nachklang.